# イピアレス
イピアレス（Ipiales）は、コロンビアのナリーニョ県の都市。人口は12万3341人（2018年）。エクアドル国境に位置している。

## 概要
イピアレスはその地理的特性からエクアドルとの関係が深い。特に国境の反対に位置している町トゥルカンとは経済的な相互依存関係にあり、人や物の移動が活発である。
イピアレスは他の町と同様に大聖堂を中心に市街地が形成されているが、郊外にあるラス・ラハス教会の方が知名度が高い。この教会はその美しいゴシック建築と風光明媚な渓谷の組み合わせで人気の高い巡礼地となっている。

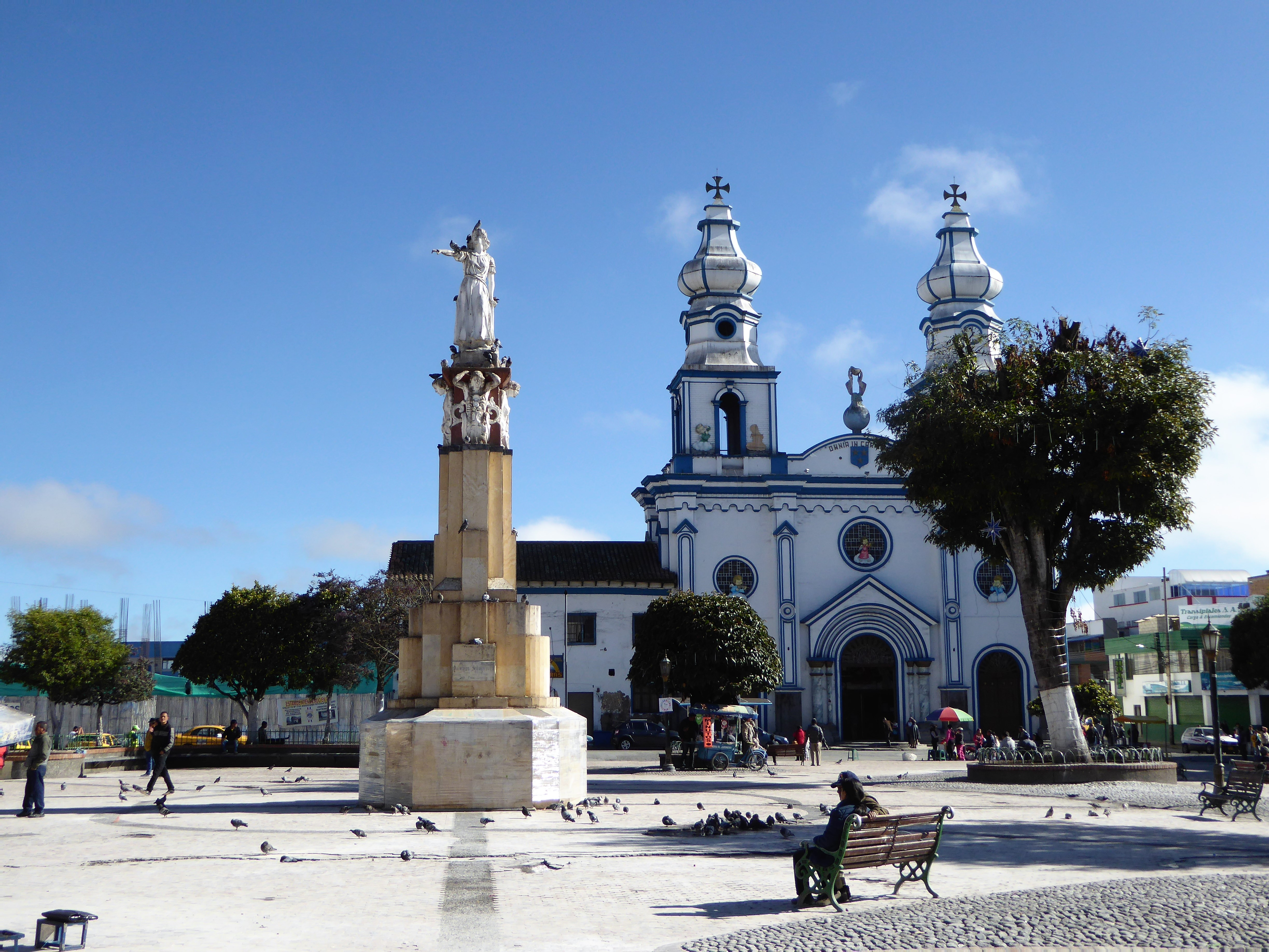
大聖堂前広場
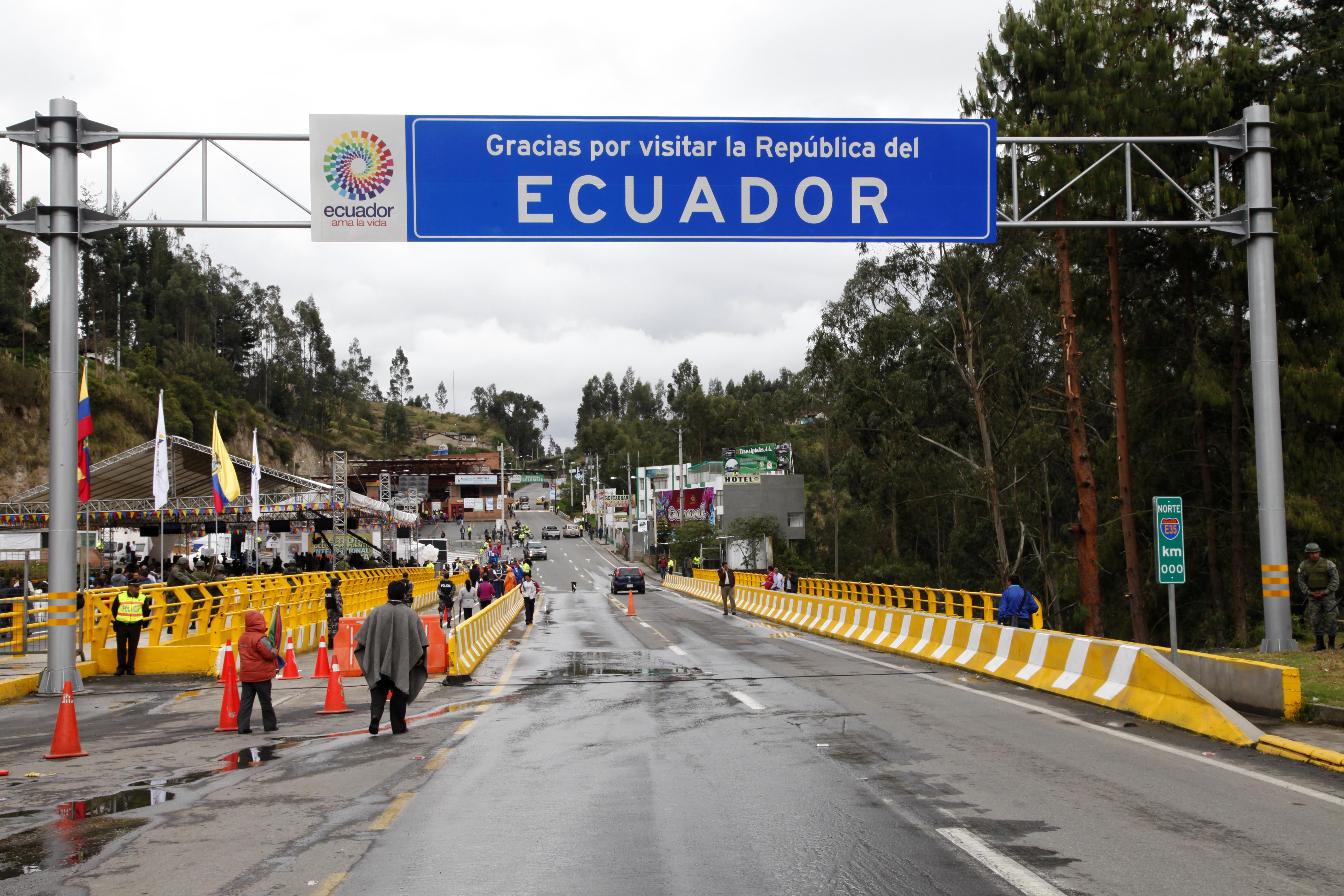
エクアドル国境
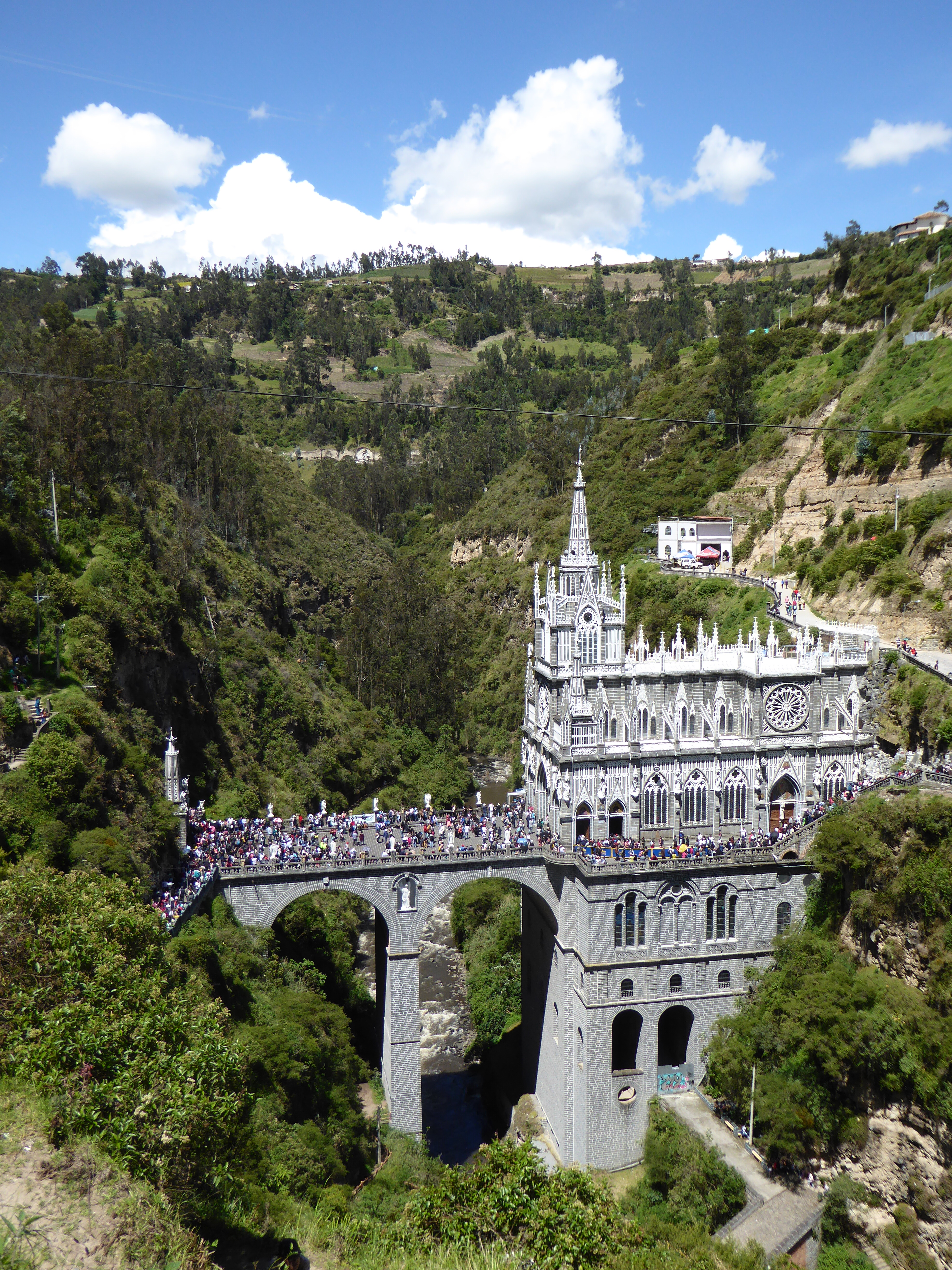
ラス・ラハス教会